# Klášter Neuberg
Klášter Neuberg je dodnes zachovalý gotický cisterciácký klášter ve štýrské části Rakouska ve městě Neuberg an der Mürz.

## Historie kláštera
Klášter Neuberg byl založen jako cisterciácká fundace roku 1327 rakouským vévodou Otou Habsburským zv. Veselý. Mateřským klášterem se stal klášter Heiligenkreuz, stará babenberská fundace.

## Pohřbení vklášteře
- Ota Habsburský zv. Veselý
- Alžběta Dolnobavorská
- Anna Lucemburská (dcera Jana Lucemburského a Elišky Přemyslovny)
- Fridrich II. Habsburský
- Leopold II. Habsburský